# Siêu cúp bóng đá Ý 2020
Siêu cúp bóng đá Ý 2020 (được đặt tên là Siêu cúp PS5 vì lý do tài trợ) là lần thứ 33 của Siêu cúp bóng đá Ý. Trận đấu được diễn ra vào ngày 20 tháng 1 năm 2021 tại sân vận động Mapei – Città del Tricolore, Reggio Emilia, giữa Juventus, đội vô địch Serie A 2019–20, và Napoli, đội vô địch Coppa Italia 2019–20. Trận đấu ban đầu dự kiến sẽ được tổ chức vào tháng 12 tại Ả Rập Xê Út giống như năm trước, nhưng những hạn chế liên quan đến đại dịch COVID-19 toàn cầu đã buộc trận đấu phải tổ chức tại Ý.
Juventus đánh bại Napoli với tỉ số 2–0 và giành danh hiệu Supercoppa Italiana lần thứ chín.

## Trận đấu

### Chi tiết
| Juventus                     | 2-0      | Napoli |
| ---------------------------- | -------- | ------ |
| - Ronaldo 64' - Morata 90+5' | Chi tiết |        |

| Juventus | Napoli |

| GK           | 1  | Wojciech Szczęsny     |     |     |
| RB           | 16 | Juan Cuadrado         |     |     |
| CB           | 19 | Leonardo Bonucci      |     |     |
| CB           | 3  | Giorgio Chiellini (c) |     |     |
| LB           | 13 | Danilo                |     |     |
| RM           | 14 | Weston McKennie       |     |     |
| CM           | 30 | Rodrigo Bentancur     |     | 83' |
| CM           | 5  | Arthur                |     |     |
| LM           | 22 | Federico Chiesa       |     | 46' |
| CF           | 44 | Dejan Kulusevski      |     | 83' |
| CF           | 7  | Cristiano Ronaldo     | 74' |     |
| Thay thế:    |    |                       |     |     |
| GK           | 31 | Carlo Pinsoglio       |     |     |
| GK           | 77 | Gianluigi Buffon      |     |     |
| DF           | 36 | Alessandro Di Pardo   |     |     |
| DF           | 37 | Radu Drăgușin         |     |     |
| DF           | 38 | Gianluca Frabotta     |     |     |
| MF           | 8  | Aaron Ramsey          |     |     |
| MF           | 25 | Adrien Rabiot         |     | 83' |
| MF           | 33 | Federico Bernardeschi |     | 46' |
| MF           | 41 | Nicolò Fagioli        |     |     |
| MF           | 56 | Filippo Ranocchia     |     |     |
| FW           | 9  | Álvaro Morata         |     | 83' |
| HLV:         |    |                       |     |     |
| Andrea Pirlo |    |                       |     |     |

| GK              | 25 | David Ospina        |     |     |
| RB              | 22 | Giovanni Di Lorenzo |     |     |
| CB              | 44 | Kostas Manolas      |     |     |
| CB              | 26 | Kalidou Koulibaly   |     |     |
| LB              | 6  | Mário Rui           |     | 84' |
| CM              | 4  | Diego Demme         |     | 84' |
| CM              | 5  | Tiémoué Bakayoko    |     | 67' |
| RW              | 11 | Hirving Lozano      |     |     |
| AM              | 20 | Piotr Zieliński     | 89' |     |
| LW              | 24 | Lorenzo Insigne (c) |     |     |
| CF              | 37 | Andrea Petagna      |     | 72' |
| Thay thế:       |    |                     |     |     |
| GK              | 1  | Alex Meret          |     |     |
| GK              | 16 | Nikita Contini      |     |     |
| DF              | 19 | Nikola Maksimović   |     |     |
| DF              | 23 | Elseid Hysaj        |     |     |
| DF              | 31 | Faouzi Ghoulam      |     |     |
| DF              | 33 | Amir Rrahmani       |     |     |
| MF              | 7  | Elif Elmas          |     | 67' |
| MF              | 68 | Stanislav Lobotka   |     |     |
| FW              | 14 | Dries Mertens       |     | 72' |
| FW              | 18 | Fernando Llorente   |     | 84' |
| FW              | 21 | Matteo Politano     |     | 84' |
| FW              | 58 | Antonio Cioffi      |     |     |
| HLV:            |    |                     |     |     |
| Gennaro Gattuso |    |                     |     |     |

| Cầu thủ xuất sắc nhất: Cristiano Ronaldo (Juventus) Trợ lý trọng tài: Daniele Bindoni Stefano Del Giovane Trọng tài (bóng đá)#Trọng tài thứ tưl: Maurizio Mariani Trợ lý trọng tài video: Marco Di Bello Trợ lý trợ lý trọng tài video: Giacomo Paganessi | Quy tắc trận đấu - 90 phút chính thức. - 30 phút hiệp phụ nếu kết quả hòa. - Đá luân lưu nếu vẫn hòa. - Mỗi đội tối đa 12 cầu thủ dự bị. - Mỗi đội được thay người tối đa 5 lần, 6 lần nếu thi đấu hiệp phụ. |